# Gisela Büttner (Politikerin)

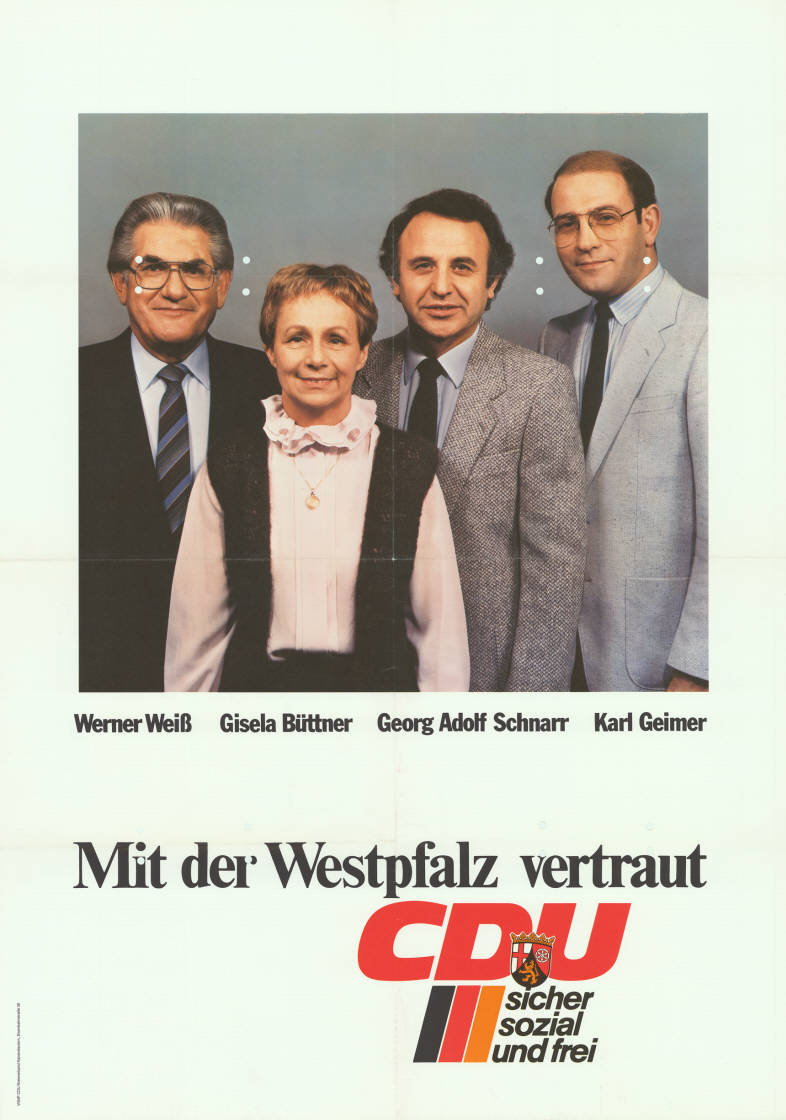
Gisela Büttner auf einem Plakat zur Landtagswahl 1983

Gisela Büttner (* 27. April 1927 in Halle (Saale); † 3. November 2015 in Kaiserslautern) war eine deutsche Politikerin (CDU).

## Leben
Büttner besuchte 1933 bis 1937 die Volksschule Halle und legte 1945 ihr Abitur an der Oberschule der Francke’schen Stiftungen ab. Danach studierte sie Rechts- und Staatswissenschaft in Halle, wo sie 1949 das erste Staatsexamen ablegte. Das Referendariat begann sie in Sachsen-Anhalt. 1951 siedelte sie in den freien Westen über und legte 1954 in Zweibrücken das zweite Staatsexamen ab. 1961 wurde sie Landgerichts- und ein Jahr später Amtsgerichtsrätin in Kaiserslautern. Büttner wurde 1987 mit dem Bundesverdienstkreuz 1. Klasse ausgezeichnet. Bereits 1977 hatte sie das Bundesverdienstkreuz am Bande bekommen.

## Politik
Büttner trat 1945 der CDU der DDR und war dort Mitglied des Vorstands des CDU-Ortsverbands VI in Halle / Saale. 1966 trat sie der CDU in Kaiserslautern bei. Sie übernahm 1971 den Vorsitz des Kreisverbands Kaiserslautern-Stadt und wurde 1974 in den Stadtrat gewählt. Von 1971 bis 1991 war sie Abgeordnete des rheinland-pfälzischen Landtags. Dort war sie von 1983 bis zu ihrem Ausscheiden aus dem Parlament Landtagsvizepräsidentin.
1984 war sie Mitglied der 8. und 1989 der 9. Bundesversammlung.